# H2g2
h2g2は、ウェブサイトのひとつで、読者の自由な参加、投稿によって百科事典を作成するもの。イギリスの公共放送局であるBBCによって所有されている。
元は、『銀河ヒッチハイク・ガイド』の作者として知られるダグラス・アダムスが始めたもので、生命、宇宙、その他何でもを扱うことを標榜していた。
同じく自由参加型の百科事典作成プロジェクトであるウィキペディアや、百科事典に限らずエッセイやデータや文章を執筆、相互批評していく自由参加型プロジェクトのEverything2などとしばしば比較される。